# Loboscelidia pecki
Loboscelidia pecki (лат. ) — вид ос-блестянок рода Loboscelidia из подсемейства Loboscelidiinae. Юго-Восточная Азия: Вьетнам.

## Описание
Мелкие осы-блестянки с коричневым телом. Длина тела 2 мм; длина передних крыльев 2,5 мм. Первый членик жгутика (флагелломер I) в 2,2 раза длиннее своей ширины, второй членик жгутика в 2 раза, а 11-й членик жгутика в 4 раз. Усики прикрепляются горизонтально на носовом фронтальном выступе. Голова сзади переходит в шееподобный выступ, покрытый щетинками. Тегулы очень крупные, покрывают основания крыльев. В передних крыльях отсутствуют стигма, костальная и субкостальная жилки. Имеют явно выраженный половой диморфизм: усики самцов тонкие и длинные, метасома из 5 видимых сегментов, а у самок усики широкие и более короткие, брюшко 4-сегментное. Предположительно, как и другие виды своего рода, паразитоиды, в качестве хозяев используют яйца палочников (Phasmatodea). Вид был впервые описан в 2012 году американским гименоптерологом профессором Линн Кимсей (Lynn S. Kimsey, Bohart Museum of Entomology, Department of Entomology, Калифорнийский университет в Дэвисе, Калифорния, США). Видовое название дано в честь сборщика типовой серии (Stuart Peck).